# Pagbilao
Pagbilao (Bayan ng Pagbilao) är en kommun i Filippinerna. Kommunen ligger på ön Luzon, och tillhör provinsen Quezon. Folkmängden uppgår till 53 442 invånare.

## Barangayer
Pagbilao är indelat i 27 barangayer.
| - Alupaye - Añato - Antipolo - Bantigue - Bigo - Binahaan - Bukal - Ibabang Bagumbungan - Ibabang Palsabangon - Ibabang Polo - Ikirin - Ilayang Bagumbungan - Ilayang Palsabangon - Ilayang Polo | - Kanluran Malicboy - Mapagong - Mayhay - Pinagbayanan - Barangay 1 Castillo (Pob.) - Barangay 2 Daungan (Pob.) - Barangay 3 Del Carmen (Pob.) - Barangay 4 Parang (Pob.) - Barangay 5 Santa Catalina (Pob.) - Barangay 6 Tambak (Pob.) - Silangan Malicboy - Talipan - Tukalan |